# Угаров Олександр Іванович
Олександр Іванович Угаров (13 вересня 1900, місто Богородськ Московської губернії, тепер місто Ногінськ, Російська Федерація — розстріляний 25 лютого 1939, Москва) — радянський партійний і державний діяч, 2-й секретар Ленінградського міськкому ВКП(б), 1-й секретар Московського обкому ВКП(б). Кандидат у члени ЦК ВКП(б) в 1934—1937 роках. Член ЦК ВКП(б) в жовтні 1937 — грудні 1938 року. Депутат та член Президії Верховної Ради СРСР 1-го скликання (1937—1938).

## Біографія
Народився 31 серпня (13 вересня) 1900 року в родині службовця. У 1918 році закінчив реальне училище у місті Богородську.
Член РКП(б) з червня 1918 року.
У червні 1918 — січні 1919 року — економіст Вищої ради народного господарства РРФСР у Москві.
У січні — серпні 1919 року — секретар Сущевсько-Мар'їнського районного комітету РКП(б) у Москві.
З серпня 1919 року служив у Червоній армії. У серпні — жовтні 1919 року — комісар штабу внутрішніх військ на Південному фронті. У жовтні 1919 — січні 1920 року — інструктор і помічник командира полку 41-ї стрілецької дивізії Південного фронту. У січні — серпні 1920 року — помічник комісара бригади і помічник начальника політичного відділу 57-ї стрілецької дивізії Західного фронту. У серпні 1920 — березні 1921 року — начальник відділу агітації і пропаганди 15-ї стрілецької дивізії Південного фронту. У березні — серпні 1921 року — заступник начальника політичного відділу 51-ї Московської стрілецької дивізії Південного фронту.
У серпні 1921 — вересні 1922 року — заступник завідувача відділу агітації і пропаганди Краснопресненського районного комітету РКП(б) міста Москви.
У вересні 1922 — вересні 1923 року — завідувач відділу агітації і пропаганди Бауманського районного комітету РКП(б) міста Москви.
У вересні 1923 — серпні 1926 року — слухач економічного відділення Інституту червоної професури у Москві.
У вересні 1926 — січні 1927 року — викладач Ленінградського політехнічного інституту.
У січні 1927 — січні 1930 року — заступник завідувача відділу агітації і пропаганди Ленінградського обласного комітету ВКП(б). У січні 1930 — січні 1932 року — завідувач відділу культурно-освітньої роботи Ленінградського обласного комітету ВКП(б) і редктор газети «Ленинградская правда». У січні — травні 1932 року — завідувач відділу культурно-освітньої роботи Ленінградського міського комітету ВКП(б).
У червні 1932 — 17 січня 1934 року — 2-й секретар Ленінградського міського комітету ВКП(б).
5 березня 1935 — 19 лютого 1938 року — 2-й секретар Ленінградського міського комітету ВКП(б).
10 лютого — 8 червня 1938 року — виконувач обов'язків 1-го секретаря Московського обласного і міського комітетів ВКП(б).
17 червня — 2 листопада 1938 року — 1-й секретар Московського обласного і міського комітетів ВКП(б).
20 жовтня 1938 року заарештований органами НКВС СРСР. 25 лютого 1939 року засуджений до вищої міри покарання. Розстріляний у той же день, похований на Донському кладовищі Москви.
23 січня 1956 року посмертно реабілітований, а 17 лютого 1956 року посмертно відновлений в членах КПРС.